# Taridius
Taridius – rodzaj chrząszczy z rodziny biegaczowatych i podrodziny Lebiinae.

## Taksonomia
Rodzaj opisany został w 1875 roku przez Maximiliena Chaudoira. Jego gatunkiem typowym ustanowiony został nowo odkryty Taridius opaculus Chaudoir, 1875. W 2010 roku Erich Kirschenhofer włączył do rodzaju Taridius opisany przez siebie w 2003 roku rodzaj Perseus w randze podrodzaju. Wprowadził tym samym podział na dwa podrodzaje, z których Taridius s. str. obejmuje tylko gatunek typowy.

## Występowanie
Rodzaj orientalny. Chrząszcze te występują od Nepalu i Indii przez Birmę, Laos, Tajlandię i Wietnam, po Malezję i Indonezję (Jawa i Borneo).

## Systematyka
Do rodzaju tego należy 17 opisanych gatunków, zgrupowanych w dwa podrodzaje:
Podrodzaj: Perseus Kirschenhofer, 2003
- Taridius abdominalis Fedorenko, 2012
- Taridius andrewesi Emden, 1937
- Taridius birmanicus Bates, 1892
- Taridius coriaceus Fedorenko, 2012
- Taridius disjunctus Fedorenko, 2012
- Taridius fasciatus Fedorenko, 2012
- Taridius jendeki Kirschenhofer, 2010
- Taridius nilgiricus Andrewes, 1935
- Taridius ornatus Fedorenko, 2012
- Taridius pahangensis (Kirschenhofer, 2003
- Taridius piceus Fedorenko, 2012
- Taridius sabahensis (Kirschenhofer, 2003)
- Taridius stevensi Andrewes, 1923
- Taridius vietnamensis (Kirschenhofer, 1996)
- Taridius wrasei Kirschenhofer, 2010

Podrodzaj: Taridius s. str. Chaudoir, 1875
- Taridius opaculus Chaudoir, 1875

Podrodzaj: incertae sedis
- Taridius birmanicus (Bates, 1892)